# 辻本勝久
辻本 勝久（つじもと かつひさ、1971年 - ）は、日本の交通経済学者。和歌山大学経済学部教授。専門は交通システム、交通計画、国際物流論。

## 人物
1971年名張市生まれ。三重県立名張西高等学校、広島大学総合科学部卒業、同大学院国際協力研究科博士後期課程修了。博士（学術）。交通ネットワークと地域の発展に関する社会・経済的研究をしている。

## 著書

### 単著
- 『地方都市圏の交通とまちづくり　－持続可能な社会をめざして－』（学芸出版社、2009年）
- 『交通基本法時代の地域交通政策と持続可能な発展』（白桃書房、2011年）

### 共著
- 『空間の社会経済学』（日本経済評論社、2003年）
- 『地域再生への挑戦』（日本経済評論社、2008年）
- 『航空の経済学』（ミネルヴァ書房、2005年）
- 『グリーン地場流通』（同文舘、2002年）